# Libro Domesday

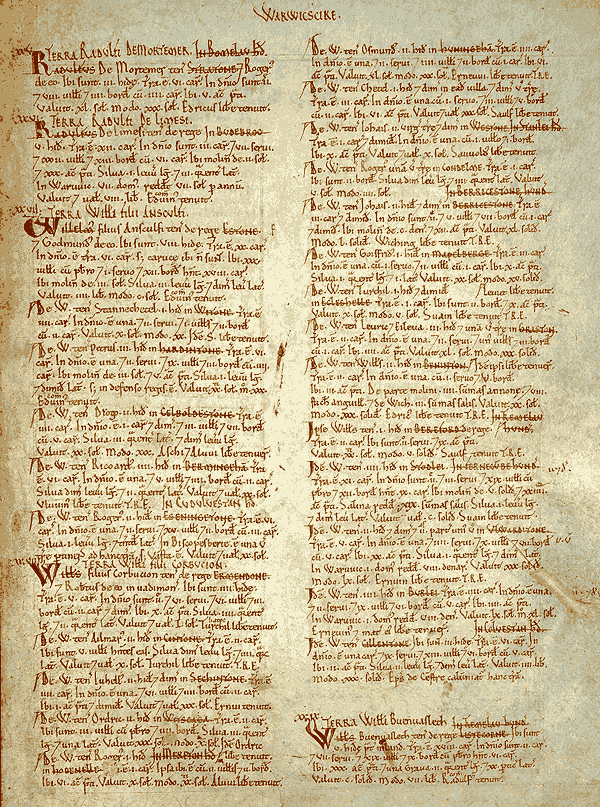
Una página del Domesday Book.

El Domesday Book (también conocido como Domesday, Doomsday o Libro de Winchester) fue el principal registro de Inglaterra, completado en 1086 por orden del rey Guillermo I de Inglaterra. Este registro era similar a los censos nacionales que se realizan hoy en día. 
El rey Guillermo I necesitaba información sobre el país que acababa de conquistar, para así poder administrarlo mejor. En la Navidad de 1085, estando en Gloucester, Guillermo I "tuvo una exhaustiva conversación con sus consejeros, y envió hombres por toda Inglaterra, a cada comarca, para averiguar qué y cuánto tenía cada terrateniente en términos de propiedades y ganado, y cuánto era su valor" (Crónica anglosajona). Uno de los principales propósitos del registro era conocer quién poseía bienes que podrían pagar tributos, por lo que el juicio de los asesores era decisorio, pues lo que quedaba registrado en el libro (las propiedades y su valor) era la ley, y no había apelación posible. 
El Domesday Book fue escrito en latín. El nombre "Domesday" proviene de la palabra del inglés antiguo dom, que significa "cuenta" o "reconocimiento". Así, "domesday" quería decir literalmente "día de cuentas", queriendo significar que un señor tomaba conocimiento a efectos contables de lo que poseía cada sujeto. Los cristianos del Medioevo creían que en el Juicio Final, como afirmaba en la Biblia el Apocalipsis, Cristo sometería a similar cuenta los actos de cada persona; por eso el término "doomsday" (del inglés doom, destino) también se refiere a este evento escatológico.
En agosto de 2006, se puso una versión completa y  en línea del Domesday Book por primera vez en los Archivos Nacionales del Reino Unido, cobrando a sus usuarios £2 por ver una página del manuscrito. En 2011, en el sitio web Domesday Map se puso por primera vez el manuscrito a disposición del público gratuitamente en formato digital.